# 1204
Cette page concerne l'année 1204  du calendrier julien. Pour l'année 1204 av. J.-C., voir 1204 av. J.-C.
L'année 1204 est une année bissextile qui commence un jeudi.

## Événements

### Asie
- Mai : les Ghurides s’emparent de Nadiya, la capitale de la dynastie Sena du Bengale[1].

- 28 septembre : bataille d’Andkhud ou d’Andkhoui (auj. Andkhoy)[2], dans le conflit entre les Ghurides et le shah du Khwarezm pour la possession de Hérat. Vainqueur sur l’Amou-Daria, Muhammad Ghûrî pille le Khwarezm. Ala ad-Din Muhammad fait appel à son suzerain, le khan du Kara Khitaï, qui lui envoie des renforts. Les Ghurides sont battus à Hezarasp et chassés du pays, puis Muhammad Ghûrî est écrasé par les Kara-Khitans à Andkhoui, à l’ouest de Balkh[3].
- Septembre : le détournement de la quatrième croisade sur Constantinople prive les Francs de Terre Sainte des renforts qui leur auraient permis de tenter une nouvelle opération contre Jérusalem. Ils sont contraints de demander à al-Adel le renouvellement de la trêve pour six ans. Ils obtiennent la rétrocession de Jaffa[4].
- Automne : Temüjin marche contre les Naïmans chez qui se sont réfugiés ses adversaires (Tayang, chef du clan des Djadjirat, Djamuka et le Merkit Toktoa-beki). Il les vainc dans l’Altaï[5]. Kuchlug, fils de Tayang, réussit à s’enfuir avec quelques Naïmans en direction de l’Irtych tandis que le reste de l’armée se rend. Djamuka, en fuite, est livré peu après à Temüjin qui le fait exécuter. Kuchlug se rend d’abord chez les Ouïgours, mais leur souverain Bartchouk, redoutant la colère des Mongols, le chasse. Il se réfugie alors au Kara Khitaï dont le roi Tche-lou-kou lui donne sa fille en mariage[6].

### Europe orientale

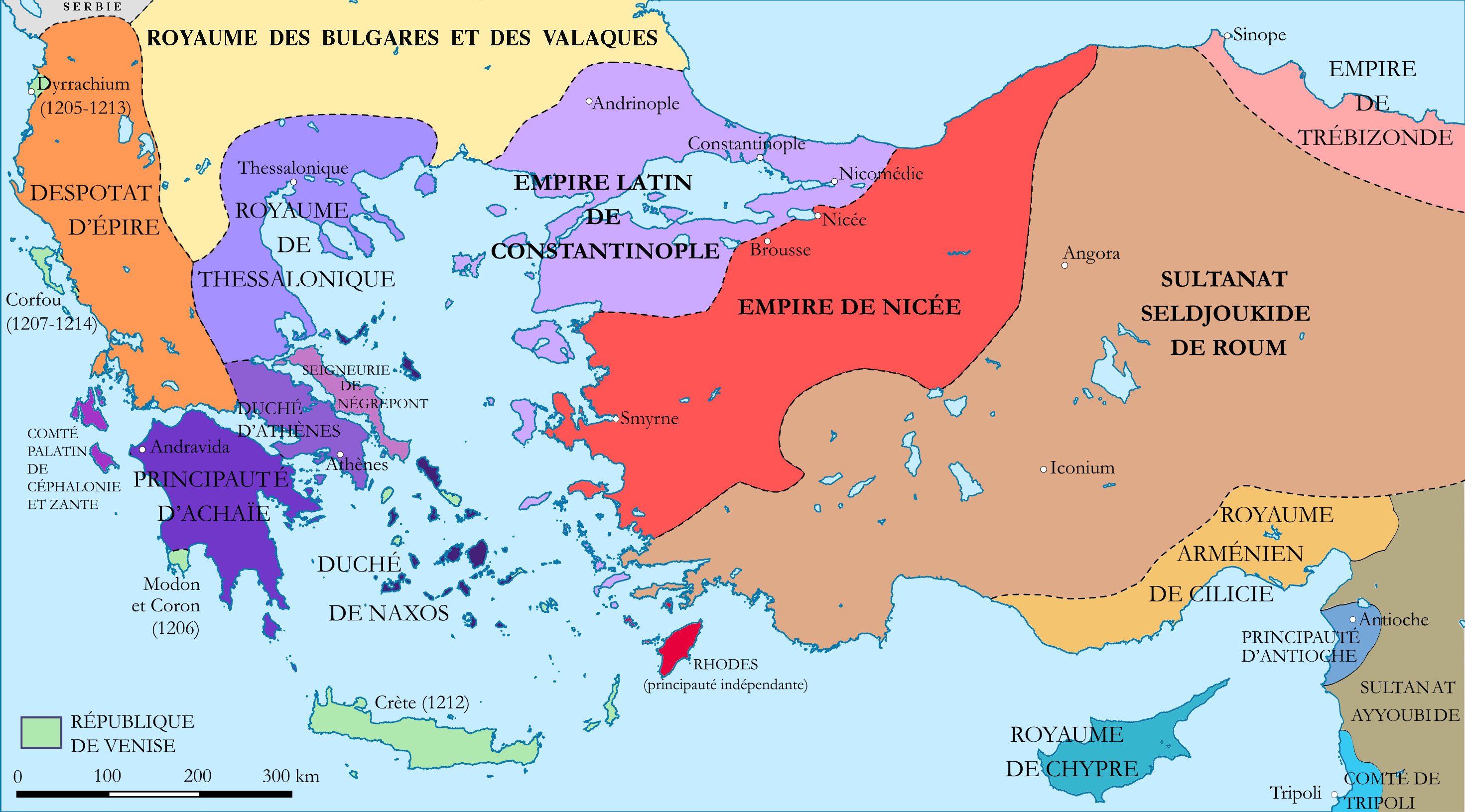
L’Empire byzantin est démembré : La Morée franque - Le duché d’Athènes à Othon de la Roche - Le royaume de Thessalonique à Boniface de Montferrat - Venise fonde un empire maritime en Crète, Messénie - Le despotat d’Épire à Michel-Ange Comnène.

- 25 janvier : une révolte populaire à Constantinople dépose Alexis IV Ange ; Radènos refuse le trône, puis Nicolas Kanabos est élu empereur byzantin par des membres du Sénat et du clergé[7].
- 27-28 janvier : Alexis IV Ange est emprisonné dans la nuit par Alexis V Doukas Murzuphle[8]. Son père Isaac II Ange serait mort en apprenant la nouvelle[9]. Alexis V Doukas Murzuphle est proclamé empereur byzantin avec le soutien de sa famille, de l’eunuque préposé au trésor impérial Constantin Philoxénitès de la garde varangienne. Il fait arrêter et tuer Nicolas Kanabos[7].

- 8 février : Alexis IV Ange est étranglé dans sa prison[10].

- 12 mars : Un traité conclu entre le doge Enrico Dandolo et les croisés décide par avance le partage de l’Empire byzantin[10].

- 9 avril : premier assaut des croisés sur Constantinople[11].
- 12 avril : deuxième assaut sur Constantinople ; les croisés entrent dans la ville[9].
- 13 avril : Alexis V fuit en Thrace. Théodore Lascaris est proclamé basileus à Sainte-Sophie[9]. Après l’arrivée des croisés, il fuit en Asie Mineure et fonde l’empire de Nicée (Bithynie, Lydie, Phrygie, Archipel)[12].
- 13 avril - 15 avril : sac de Constantinople par la quatrième croisade[13].

- Avril : l’empire de Trébizonde est fondé par Alexis Ier de Trébizonde, petit-fils d’Andronic Ier Comnène réfugié à Trébizonde[9].

- 9 mai : Baudouin IX de Flandre est élu empereur d’Orient[14] puis couronné le 16 mai[15]. Fondation de l’empire latin d’Orient. L’Empire byzantin est partagé : un quart pour le nouvel empereur, trois quarts pour Venise et les chevaliers. Le candidat battu Boniface de Montferrat obtient l’Asie mineure et le Péloponnèse, ainsi que la Crète qui lui avait été promise par Alexis IV Ange au début de la croisade ; Boniface propose à l’empereur Baudouin de lui échanger l’Asie mineure, et peut-être le Péloponnèse contre Thessalonique et la Macédoine, territoires qui sont proches de ceux du roi de Hongrie, dont il vient d’épouser la sœur Marguerite. Baudouin accepte avec réticence et Boniface lui prête hommage[16].

- Été : partis en campagne contre Alexis III Ange, Baudouin de Constantinople et Boniface de Montferrat se brouillent à propos de Thessalonique au camp devant Mosynopolis, en Thrace, et se font la guerre. Baudouin fait reconnaitre son autorité sur Thessalonique, alors que Boniface assiège Andrinople, prise récemment par Baudouin. Les barons, assemblés aux Blachernes, décident d’envoyer Villehardouin raisonner Boniface et ce dernier lève le siège d’Andrinople, pour se diriger avec ses forces sur Demotica[16].

- 12 août, Andrinople : Boniface de Montferrat vend la Crète aux Vénitiens par un traité secret, et obtient ainsi leur soutien dans le conflit qui l’oppose à Baudouin IX de Flandre[16].
- 26 août : Imre de Hongrie fait couronner son fils co-roi Ladislas III, âgé de 5 ans[17].

- Fin septembre: de retour à Constantinople, Baudouin rencontre une délégation chargée par les barons de régler ses différents territoriaux avec Boniface de Montferrat. Boniface est convoqué à Constantinople où les barons tiennent une assemblée. Un accord est trouvé et Boniface obtient le royaume de Thessalonique (fin en 1223)[16]. Les Vénitiens reçoivent les îles et les côtes de l’Hellespont, une partie de la Morée et les pays situés sur l’Adriatique. Louis de Blois est investi du duché de Nicée, Rénier de Trit, reçoit celui de Philippopolis, Guillaume de Champlitte la principauté d’Achaïe[9].

- 8 novembre : Jean Kalojan de Bulgarie reçoit sa couronne d’un légat d’Innocent III[9]. La Bulgarie reconnaît la suprématie romaine.
- 30 novembre : mort de Imre de Hongrie. Il laisse le trône à son fils Ladislas III, sous la tutelle de son frère André ; la mère du jeune roi, Constance, fuit avec son fils à Vienne où il meurt le 7 mai 1205)[17].

- 6 décembre : Louis de Blois est victorieux de Théodore Lascaris à Poimanenon en Mysie[18].
- Décembre : Alexis V Doukas Murzuphle est exécuté par les latins pour régicide[19].

- Théodore Mancaphas restaure son pouvoir sur Philadelphie et la Lydie[20].

### Europe occidentale
- Forte sécheresse en France entre février et avril puis températures caniculaires au cours de l’été[21],[22].

- Février[23] : Pierre II d’Aragon convoque à Carcassonne une première conférence contradictoire entre catholiques et hérétiques et une deuxième entre catholiques et vaudois.
- 10 février : Ébrard II, évêque d’Uzès, signe avec son prédécesseur la charte de fondation de la chartreuse de Valbonne[24].

- 6 mars : prise de Château-Gaillard par Philippe Auguste et Mathieu II de Montmorency après six mois de siège[25].

- 29 avril : Guy de Thouars prend et incendie le Mont-Saint-Michel[26]. Les travaux de construction de l’abbaye commencent peu après.

- 21 mai : prise de Caen par Philippe Auguste[27] qui nomme Guillaume Quarel vicomte de Caen après la reddition de la ville[28].

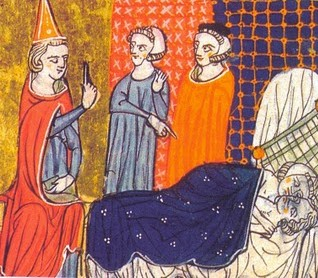
Consommation du mariage de Marie et de Pierre II

- 1er juin :  Après 40 jours de siège Rouen est prise par le roi de France Philippe Auguste.
- 15 juin : Pierre II d’Aragon épouse Marie de Montpellier[29]. Il se reconnaît vassal du pape. Montpellier passe à la maison d’Aragon (fin en 1349). La ville reçoit de ses seigneurs une Grande Charte qui fixe les coutumes et privilèges de ses habitants.
- 24 juin : capitulation de la ville de Rouen qui tombe aux mains du roi de France. La Normandie entre dans le giron de la monarchie française[30]. La ville a reçu le 1er juin l’assurance de la conservation de ses droits et coutumes par une charte royale[31]. Philippe Auguste octroie des chartes, établissements et privilèges à la Normandie conquise.

- 6 - 13 août : les Génois enlèvent Syracuse aux Pisans qui s’en sont emparés à la faveur des troubles qui règnent en Sicile[32].
- 15 août : la Grande Charte de Montpellier est proclamée et crée le consultat, gouvernement communal qui a administré la ville entre 1204 et 1789[33].
- Août : fondation de l’abbaye Port-Royal des Champs[34].

- Gilbert II d’Amstel fait construire un château à l’emplacement de la future ville d’Amsterdam, en Hollande[35].